# Cant Beck
Der Cant Beck ist ein Wasserlauf in North Yorkshire und Lancashire, England. Er entsteht als Ireby Beck nordöstlich von Masongill und fließt in südwestlicher Richtung im Norden von Ireby. Nachdem er den Weiler Collingholme passiert hat, wechselt er seinen Namen zu Cant Beck. Er fließt im Norden am Thurland Castle vorbei und mündet dann in den River Greta.